# 비트매니아 IIDX
비트매니아 IIDX(beatmania IIDX, 일본어: ビートマニア IIDX)는 1999년 일본의 코나미에서 발매한 음악 게임이다. 비마니 시리즈 중 하나로, 비트매니아의 후계 기종이다. 기존 비트매니아와는 달리 시스템, 그래픽적으로 많은 변화를 시도한 기종이다. 대한민국의 플레이어들은 대체로 투디엑스(IIDX)를 줄여 투덱이라 부른다.

## 기체
비트매니아 IIDX의 기체는 플레이어 2명분의 건반과 턴테이블, 이펙터 등으로 구성되어있는데 비트매니아와의 가장 큰 차이점으로는 건반이 7개로 2개 많은 것과 스크래치의 방향이 다른 것 등이 있다. 모니터 부분에는 16:9 사이즈의 와이드 모니터와 곡 제목과 정보 등이 흐르는 LED 창이 있다. 플레이어가 서서 플레이하는 스테이지는 중저음에 반응하여 진동한다.
이펙터는 2개의 버튼과 5개의 슬라이더로 구성되어 있다. 8th Style 이전까지의 기기는 VEFX 버튼으로 이펙터 종류(KEY CONTROL, ECHO, SURROUND1~3)를 정하고, VEFX(VEFX 효과의 정도), low-EQ(저음역), hi-EQ(고음역), track volume(배경음의 볼륨), play volume(연주하는 키음의 볼륨)를 조절할 수 있다. 9th Style을 거친 10th Style부터는 이펙터의 활용 용도가 달라져서 EFFECT 버튼으로 이펙터 효과를 끄고 켤 수 있다. 또한, VEFX 버튼으로는 EFFECTOR ON(VEFX 효과 켜기), EQ Only(이퀄라이저만 켜기)를 설정할 수 있으며, GOLD부터는 PITCH(음정) 이펙터가 추가었다가 25 CANNON BALLERS부터 삭제되었다. 대신 해당 작품에서는 COMPRESSOR / REVERB EX, CHORUS / FLANGER, GARGLE / DISTORTION 옵션이 추가되었다. 슬라이더로는 VEFX(ECHO5~1, REVERB1~3), low-EQ, hi-EQ(저고음역), filter(하이패스 필터), play volume(연주하는 키음의 볼륨)을 설정할 수 있다.
9th Style 이후에는 기체에 e-amusement라는 코나미 게임 전용 카드 시스템을 적용하기 위한 카드 리더가 장착되어 있는데, 게임 내용에는 이 카드 시스템을 사용해야 플레이할 수 있는 부분도 있다. 8th Style 이전까지는 플레이스테이션 2 기반의 Twinkle 기판을 이용하였고, 9th Style 이후부터는 기반 시스템을 윈도우 시스템으로 교체하였다. e-amusement Participation을 적용하기 시작한 20 tricoro부터는 e-amusement 시스템에 연결되어 있지 않으면 대부분의 컨텐츠들이 잠기게 된다.
2019년 12월 16일 LIGHTNING MODEL이라는 신기체가 출시되었으며, 메인 모니터는 120Hz를 지원하는 43인치 모니터가 되었고 서브 모니터는 23인치의 10점 정전식 터치 모니터가 탑재되었다. 터치스크린을 통해 이펙트나 기체 조명, 스크래치 무게 설정, 비밀번호 입력 등이 가능해졌으며 이어폰 단자가 플레이별로 지원되기 시작했다.

## 게임 방법
곡에 맞춰 표시되는 노트에 해당하는 키를 눌러 음악을 연주하는데 조작하는 타이밍의 정확도에 따라 5단계의 판정을 받는다. 판정은 JUST GREAT(반짝이는 GREAT), GREAT, GOOD, BAD, POOR의 5가지로 나뉜다. GOOD 이상은 그루브 게이지가 올라가고, BAD 이하는 그루브 게이지가 떨어진다. GOOD 이상의 판정을 연속적으로 받으면 콤보가 쌓인다. POOR의 경우에는 노트를 치지 못했을 경우와 노트가 없는 곳에서 조작했을 경우로 나뉘는데 두 경우 다 그루브 게이지는 떨어지지만 노트가 없는 곳에서 POOR를 냈을 경우에는 콤보가 깎이지 않는다. 7th Style 이후 시리즈의 경우에는 노트를 조작하지 않는 상태에서 POOR를 50개 이상 연속으로 내면 게임이 자동으로 종료된다.
그루브 게이지가 80% 이상인 상태(HARD 옵션을 걸었거나, EXPERT 모드를 플레이한 경우에는 게이지를 2% 이상 남긴 상태)로 곡을 끝내면 그 곡을 클리어한 것이 된다. 클리어 후에는 게임 성적을 판정받는데 이는 AAA, AA, A, B, C, D, E, F로 나뉜다. 특정한 조건을 만족한 상태로 게임을 끝내면 추가로 1스테이지를 더 플레이할 수 있는 ‘엑스트라 스테이지’가 출현한다. 이 엑스트라 스테이지에서 특정한 곡을 특정한 조건으로 클리어하면 게임의 최고난이도 곡이 출현하는 ‘원 모어 엑스트라 스테이지’를 플레이할 수 있다.
초기 버전에서는 20만점제 점수를 사용했으나 현재는 판정별 고정 점수제(구.EX SCORE)를 사용한다. 여기서는 JUST GREAT(반짝이는 GREAT) = 2점, 일반 GREAT = 1점, 나머지 = 0점으로 되어 있다.

## 게임 모드
- STEP UP (19 Lincle ~ ) : 초보자를 위한 모드로, 기존의 TUTORIAL와 BEGINNER 모드가 통합된 모드이다. 총 3 STAGE이며, SPADA부터는 단위인정 취득 단수가 올라갈수록 보면 레벨이 올라간다.(tricoro까지는 BEGINNER보면으로 시작하여 플레이할수록 난이도가 어려워지는 방식이었다.) 클리어 되어있는 곡들은 카데고리 나가서 클리어한 레벨에서 연습 할 수 있다. 페일드 해도 다음단계로 넘어가니 안심할 수 있음. 단, 전작의 노래들을 플레이를 한 보면만 가능하다. 단, 복습 레벨이 아닌 STEP UP에서 클리어 못할시 보면 레벨이 줄어드니 주의. 덤으로 복습하면서 왼쪽에 있는 쿠폰 도장이 완전히 다 찍히면 쿠프로 장비를 선물을 준다고 한다.
- STANDARD (12 HAPPY SKY ~ ) : 보통의 게임 모드로, IIDX RED 이전의 LIGHT7(14), 7(14)KEYS가 통합된 모드이다. 통합 전에는 더블 모드로 플레이하기 위해서는 2인의 요금을 내야 했으나, 통합 후에는 싱글 모드와 가격이 같다. 난이도는 12단계로 나뉘며, 27 HEROIC VERSE 기준 1곡당 BEGINNER, NORMAL, HYPER, ANOTHER, LEGENDARIA의 최대 5가지 난이도가 있다. 1스테이지에서 난이도 5 이하의 곡을 플레이한 경우에는 클리어하지 못해도 다음 스테이지로 넘어갈 수 있다. 3스테이지에서 조건을 만족하면 엑스트라 스테이지를 플레이할 수 있으며, 이 스테이지에서 특정한 곡을 특정한 조건에 맞추어 클리어하면 원 모어 엑스트라 스테이지를 플레이할 수 있다. DJ 공연이라는 컨셉의 게임 특성상, 한 번 플레이한 악곡은 해당 코인 플레이가 끝날 때까지 목록에서 사라져 플레이가 불가능해진다.
- 단위인정 (段位認定) (7th Style ~ ) : 플레이어의 실력을 급수로 나누어 평가받는 모드로, 설정된 4곡(더블 플레이는 22 PENDUAL까지 3곡, 23 copula부터 4곡)을 플레이한다. 급수는 7급~1급~초단~10단~중전~개전(단, 더블 플레이의 6급과 7급, 중전 급수는 23 copula부터 생겼다.)으로 구성되어 있다. HAPPY SKY 이전까지는 HI-SPEED 만을 설정할 수 있었지만, 13 DistorteD 이후부터는 HIDDEN, SUDDEN 등의 옵션도 설정할 수 있게 바뀌었다. e-AMUSEMENT에 연결된 기계에서 카드를 사용해 플레이할 경우 공식 웹사이트에 등록되며, 웹사이트에서 플레이어들의 성취율을 확인할 수도 있다.
- PREMIUM FREE (19 Lincle ~ ) : 파세리를 사용한 연습용 모드로, 제한시간 내에 클리어 여부에 상관없이 플레이할 수 있다. 한국에서는 한동안 ARENA MODE에서 진입하는 방법과 특정 날짜의 혜택 시스템을 이용한 진입만이 가능했으나, 30 RESIDENT에서 코인을 사용하는 방법으로 정식 플레이가 가능해졌다.
- BATTLE (32 Pinky Crush ~ ) : 기존에 따로 분리되어 있던 ARENA 모드와 BPL BATTLE 모드가 통합되어, 이 모드에서 고를 수 있도록 되었다.
  - ARENA (25 CANNON BALLERS ~) : The 7th KAC를 통해 처음 공개된 모드로, 실시간 인터넷 매칭/로컬 매칭 시스템이다. 온라인 대전은 특정 기간에만 열리며 단위인정과는 다른 ARENA CLASS를 통하여 선곡할 수 있는 레벨이 달라진다. 온라인 대전 기간동안에는 매칭 플레이어가 존재하지 않으면 TIME FREE로 진입할 수 있다.
  - BPL BATTLE MODE (28 BISTROVER ~) : 코나미의 프로 리그인 BEMANI PRO LEAGUE 룰로 플레이할 수 있는 모드이다. 대회용 모드이기 때문에 통상적으로는 선택할 수 없으며, 게임이 EVENT MODE로 설정된 상태에서만 등장한다. 32 Pinky Crush부터는 BATTLE의 하위 모드로 편입되어 통상 모드에서도 카테고리는 등장하나, 여전히 EVENT MODE에서만 플레이 가능하다.

### 과거 버전의 모드
- TUTORIAL (15 DJ TROOPERS ~ 18 Resort Anthem) : 시리즈를 처음 접하는 게이머를 위한 모드로, 모두 5개의 과정으로 구성된 플레이 방법 설명을 들을 수 있다. 각 과정마다 플레이 방법의 각 부분(동시치기, 턴테이블 등)에 대한 설명을 담고 있으며, 한 과정은 플레이 방법의 설명과 연습곡 2곡으로 구성되어 있다. 현재는 따로 모드 선택창이 존재하지 않고, 첫 플레이 시 튜토리얼 플레이 여부를 물어본다.
- BEGINNER (9th Style ~ 18 Resort Anthem) : 초보자를 위한 모드로, LIGHT 난이도보다 더 낮은 난이도의 전용 채보(BEGINNER)를 고를 수 있다. (10th Style 이전까지는 난이도 1의 LIGHT7(현재의 NORMAL), NORMAL(현재의 HYPER) 채보를 고를 수 있었다.) 난이도는 易(쉬움), 普(보통), 難(어려움) 3단계로 나뉜다. HI-SPEED, 5KEYS, AUTO SCRATCH 이외의 모든 옵션을 사용할 수 없으며, 강제적으로 EASY 게이지와 BATTLE 옵션이 적용된다. 또 곡의 속도와 상관없이 채보의 속도가 일정하게 등장한다. 더블 플레이에는 BEGINNER 모드가 없다. 19 Lincle부터 STEP UP 모드에 통합되며 한자명 난이도가 숫자로 변경되었고, 27 HEROIC VERSE에서 정규 난이도로 편입되어 STANDARD 모드에서도 즐길 수 있게 되었다.
- LIGHT7(14) (3rd Style ~ 11 IIDX RED) : LIGHT7(14) 채보를 즐길 수 있는 모드. 12 HAPPY SKY에서 STANDARD 모드로 통합되면서 해당 모드에 들어있던 채보는 대부분 NORMAL 채보로 편입되었다.
- 7(14)KEYS (1st Style ~ 11 IIDX RED) : 7(14)KEYS 채보를 즐길 수 있는 모드. 특정 커맨드를 입력 시 숨겨진 채보를 플레이할 수 있었으며, 12 HAPPY SKY에서 STANDARD 모드로 통합되면서 일반 채보는 HYPER 채보로, 숨겨진 채보는 ANOTHER 채보로 편입되었다.
- 4KEYS (1st Style ~ 2nd Style) : 7KEYS 채보에서 하얀 건반 4개만을 플레이하는 모드로, 전용 채보는 없으며, 단순히 검은 건반 3개가 자동으로 플레이된다.
- 5KEYS (1st Style ~ 6th Style) : 7KEYS 채보에서 왼쪽 건반 5개만을 플레이하는 모드로, 전용 채보는 없으며 단순히 건반 2개가 자동으로 플레이된다. 7th 이후부터는 게임 옵션으로 이동하여, ANOTHER 채보에서도 5KEYS로 플레이할 수 있게 되었다. 26 Rootage에서 옵션에서마저 완전히 삭제되었다.
- RANK (4th Style ~ 6th Style) : 현재의 EXPERT 인기곡 랭킹 코스로, 7th 이후 EXPERT 모드로 통합되었다.
- EXPERT (1st Style ~ 19 Lincle, 22 PENDUAL ~ 25 CANNON BALLERS) : 5개의 곡(22 PENDUAL부터 25 CANNON BALLERS까지는 4개의 곡)으로 구성되어 있는 코스를 플레이하는 모드. 게이지는 100%로 시작하며, 코스의 끝까지 게이지가 2% 이하로 떨어지지 않는다면 코스를 클리어한 것이 된다. EXPERT 게이지는 보통의 게이지보다 POOR을 냈을 때의 감소량이 적으며, 비트매니아와는 달리 GREAT를 연속으로 내면 조금씩 회복된다.
인터넷 랭킹 코스 : 인터넷 랭킹에 대응하는 코스로, 랭킹은 NORMAL과 HYPER 난이도로만 참여할 수 있다. 코스 선택시에 EFFECT 버튼을 누르면 어나더 코스를 플레이할 수 있다.
랭킹 코스 : 선곡 순위에 따라 집계된 인기곡들로 짜여진 코스로, 기체 내부, 전일본, 전일본 주간의 세 종류가 있다. 각각 PLATINUM(5위~1위), GOLD(10위~6위), SILVER(15위~11위), BRONZE(20위~16위)로 모두 12개의 코스가 있다.
로컬 오리지널 코스 : 기체마다 설정된 곡들로 짜여진 코스로, 게임센터의 직원이 직접 설정할 수 있다. 게임센터에 따라서는 이 코스의 선정에 플레이어의 의견을 반영하기도 한다.
플레이어 오리지널 코스 : 핸드폰 사이트, 혹은 휴대용 프로그램(IIDX WAVE)에서 설정한 4곡으로 이루어지는 코스. 게이지의 증감이 보통의 EXPERT 코스보다 크다.
CLASSIC CLASS 코스 : 24 SINOBUZ에서 추가된 코스. 과거 버전의 단위인정을 그대로 재현한 코스로, CS버전 단위인정이나 INFINITAS의 단위인정도 포함되어 있다. 어느 난이도를 고르던 기존 단위인정과 똑같이 나오며, 게이지도 단위인정 전용 게이지를 사용한다. EXPERT 모드 폐지 후, 해당 코스의 컨셉은 단위인정의 영세단위→극단 모드로 계승되었다
- FREE (4th Style ~ 31 EPOLIS) : 연습용 모드로, 클리어 여부에 상관 없이 2곡(1인 플레이)/3곡(2인 플레이)을 플레이할 수 있다. STANDARD 모드와의 차이점은, 레벨 제한이 없고 악곡의 반복 플레이가 가능하다. 32 Pinky Crush부터 기존의 FREE가 코인을 이용한 4분 PREMIUM FREE 모드로 대체되면서 삭제되었다. 이 모드가 삭제되면서 파생 모드인 FREE PLUS와 HAZARD 모드도 같이 삭제되었다.

## 게임 옵션
선곡 화면, 코스 선택 화면, 모드 선택 화면 등에서 스타트 버튼을 누르면 게임 옵션을 조절할 수 있는 메뉴가 호출되며, 건반이나 스크래치를 조작해서 옵션을 바꿀 수 있다. 각 건반마다 비슷한 계통의 옵션이 배치되어 있다. 10th Style 이후에는 1P와 2P편에서 각각 다른 옵션으로 플레이할 수 있게 되었다.
- BATTLE : 보통의 2인 플레이에서는 더블 플레이의 채보를 두 명이 플레이하지만, 이 옵션을 걸면 두 명 모두 싱글 플레이 채보로 플레이할 수 있다. 또한 곡을 끝내고 난 후 결과 화면에서 득점에 따라 승패가 갈린다. 승패 판정은 STANDARD 모드에서는 20만점 체계로, EXPERT 모드에서는 EX스코어 체계로 행해진다(현재는 모든 모드에서 EX스코어 체계만 사용된다). 14 GOLD에서는 1P와 2P가 서로 다른 난이도의 채보로 플레이하는 것이 가능해졌다. (곡에 따라 적용되지 않는 경우도 있다.) 15 DJ TROOPERS부터는 2인 플레이시에 자동으로 BATTLE 옵션이 걸리도록 바뀌었다.
- RANDOM : 스크래치를 제외한 채보 구성을 라인 단위로 뒤섞는다. (예를 들어, 원래 채보에서 1건반에 내려오는 노트가 랜덤을 걸면 다른 건반으로 내려오게 된다.) RANDOM 옵션을 걸지 않은 상태를 흔히 ‘정채보’라고 부른다.
- R-RANDOM : 22 PENDUAL부터 추가. 1번 라인을 무작위 배치한 다음에, 나머지 라인을 좌방향 또는 우방향으로 순서대로 배치한다.
- S-RANDOM : 스크래치를 제외한 채보 구성을 노트 단위로 뒤섞는다. 이 옵션을 걸 경우, 세로 연타와 같은 노트가 나오기도 한다. 가정용 10th Style 이후에는 ‘S-RANDOM 보정’이라는 특수 옵션이 채용되어 16분 이상의 세로 연타는 나오지 않게 된다.
- MIRROR : 스크래치를 제외한 채보 구성을 좌우로 뒤집는다. (예를 들어, 1건반의 노트는 7건반으로, 2건반의 노트는 6건반으로...와 같이 바뀐다.)
- 2P FLIP/DP FLIP : 15 DistorteD에서 추가. 더블 플레이나 2인 플레이시에 1P 사이드에서 내려오는 노트가 2P 사이드로, 2P 사이드에서 내려오는 노트가 1P 사이드로 바뀌어 내려온다.
- ASSISTED EASY : 23 copula에서 추가. EASY와 마찬가지로 그루브 게이지 감소량이 줄어들며 클리어 보더도 기존의 80%에서 60%로 낮춰진다.
- EASY : 4th Style에서 추가. 노트를 틀렸을 때의 그루브 게이지 감소량이 줄어들고, 반대로 노트를 맞췄을 때의 게이지 증가량이 올라간다. 이 옵션을 적용한 채 클리어하면 ‘EASY CLEAR’마크가 붙는다.
- HARD : 6th Style에서 추가. 게이지가 통상의 그루브 게이지와는 다른 서바이벌 게이지로 바뀐다. (EXPERT의 게이지와 비슷하지만, EXPERT 게이지에 비해 게이지 감소량이 크다.) 이 옵션을 적용한 채 클리어하면 ‘HARD CLEAR’마크가 붙는다. 가정용 IIDX RED 이후부터는 HARD 옵션을 걸지 않아도 풀콤보로 클리어하면 HARD CLEAR 마크가 붙도록 바뀌었다. 또한 BATTLE 플레이나 ARENA 플레이 시 한 쪽 플레이어가 HARD 게이지로 0%가 되었다면, 플레이는 계속 할 수 있지만 판정이나 점수의 가산은 정지된다.
- EX-HARD : 19 Lincle에서 추가. 게이지가 통상의 그루브 게이지와는 다른 서바이벌 게이지로 바뀐다. 다만 기존 HARD보다 게이지 감소량이 2배 더 커진다. 이 옵션을 적용한 채 클리어하면 'EX-HARD CLEAR'마크가 붙는다. HARD와 마찬가지로 BATTLE 플레이나 ARENA 플레이 시 게이지가 0%가 되었다면 플레이는 계속 할 수 있지만 판정이나 점수의 가산은 정지된다.
- HIDDEN+ : HAPPY SKY에서 추가. 레인 커버가 표시되어 채보가 표시되는 패널 아래쪽을 덮는다. 스타트 버튼을 누른 채 턴테이블을 돌리면 레인 커버의 크기를 조절할 수 있다. DistorteD 이후에는 스타트 버튼을 두 번 빠르게 눌러 옵션을 끄고 켤 수 있도록 바뀌었다. 기체 공식 모니터가 아닌 모니터에서 경우 판정이 지연되는 경우 판정 보정을 위해 사용되기도 한다.
- SUDDEN+ : HAPPY SKY에서 추가. 레인 커버가 표시되어 채보가 표시되는 패널 위쪽을 덮는다. 스타트 버튼을 누른 채 턴테이블을 돌리면 레인 커버의 크기를 조절할 수 있다. DistorteD 이후에는 스타트 버튼을 두 번 빠르게 눌러 옵션을 끄고 켤 수 있도록 바뀌었다. 속도가 느린 곡 등에서 HI-SPEED의 보정을 위해 사용되는 경우가 많다. 위의 HIDDEN+와 함께 걸 수 있는데, 이 경우 레인 커버가 화면의 위와 아래를 동시에 덮는다.
- AUTO-SCRATCH : 5th Style에서 추가. 턴테이블의 노트가 자동으로 플레이되며, 노트 색이 초록색이 된다.
- HI-SPEED : 채보가 떨어지는 속도를 조절한다. 배속을 높일 수록 노트 사이의 간격도 넓어지므로 속도 자체는 변하지 않는다. 19 Lincle까지는 HI-SPEED 0.5(1.5배)부터 5.0(4배)까지 조절할 수 있다. 처음 추가된 것은 2nd Style로, 5th Style에서는 2, 3, IIDX RED에서는 4가 각각 추가되었으며 HAPPY SKY에서 0.5 간격의 세부적인 조절이 가능하게 되었다. DistorteD/가정용 IIDX RED 이후 버전에서는 플레이 중의 배속 변경이 가능해졌다. 가정용 3rd Style과 4th Style에는 아케이드판과 별도로 HI-SPEED 2,3 옵션이 있다. 또한 가정용 초기 시리즈에는 배속을 낮추는 LOW-SPEED 옵션도 존재했는데, 이 경우 노트 사이의 간격이 극단적으로 좁아졌다. 20 tricoro부터는 리뉴얼이 되며 옵션창에서 빠졌으며, 표기와 실제 배속이 다른 점이 고쳐졌고 EFFECT 버튼을 누르면 FLOTING HI-SPEED로 전환되며 배속을 소수점 단위로 지정할 수 있게 되었다. 또한 범위도 0.5배속에서 10배속까지 확장되었다.

### 세부 옵션
20 tricoro에서 추가. 게임 옵션 설정 중 VEFX 버튼을 누르면 세부 옵션을 지정할 수 있다.
- 판정 타이밍 조절 : 모니터 사양이나 개인차 등에 의한 판정 문제를 보정하는 역할을 한다.
- 고스트 점수 표시 위치/색 변경 : 스코어 그래프의 타겟과 자신의 스코어 비교한 스코어를 표시할 위치를 결정한다.
- 판정 타이밍 표시 위치 : 판정이 어긋날 때 FAST와 SLOW 표시가 나타날 위치를 설정한다.
- 판정 실시간 표시 : JUDGE 칸에 실시간으로 현재까지 낸 판정의 수를 표시한다.
- 판정 문자 표시 위치 : 판정 문자 표시의 위치를 바꿀 수 있다.
- 그래프 스코어 차이 표시 : 스코어가 설정한 그래프보다 뒤쳐지면 차이를 색으로 표시할 지 설정하는 옵션이다.
- 오토 스크래치 표시 : AUTO-SCRATCH 옵션을 켰을 때, 스크래치를 표시할 지 설정하는 옵션이다.
- 그루브 게이지 표시 : 그루브 게이지와 퍼센트의 표시 여부를 설정한다.
- 레인 밝기 조정 : 노트 레인선의 밝기를 조절한다.
- 카메라 표시 위치 : 25 CANNON BALLERS부터 추가된 옵션. 플레이 중 카메라를 사용할 지에 대한 옵션이다.

### 숨겨진 옵션
게임 옵션 메뉴를 통해 조절할 수 있는 옵션 이외에, 특정한 커맨드를 입력해야 걸 수 있는 옵션도 존재한다. 이 옵션들은 대개 이후 버전에서도 걸 수 있지만, 커맨드가 버전에 따라 달라지는 경우도 있다.
- JUDGE : 플레이 중에 실시간으로 판정을 확인할 수 있게 된다. DJ TROOPERS부터 더블 플레이에서도 JUDGE 커맨드를 걸 수 있게 되었다. 게임 모드 선택 화면에서 스타트 버튼을 누른 채 7번, 6번, 2번, 1번 순서로 버튼을 누른다.
- RANDOM+ : 보통의 RANDOM과는 달리 스크래치 라인까지 포함해 노트가 뒤섞인다. 점수는 저장되지 않는다.
- MIRROR+ : 보통의 MIRROR와는 달리 스크래치 라인까지 포함해 노트가 좌우로 뒤집힌다. 점수는 저장되지 않는다.
- REGUL-SPEED : GOLD에서 추가. 플레이 중 속도가 변하는 채보의 경우 이 옵션을 걸고 플레이하면 속도가 변하지 않게 된다. 점수는 저장되지 않는다. 가정용 DistorteD에서도 걸 수 있지만 TRAINING 모드에서만 걸 수 있다.
- ALL-SCRATCH : DJ TROOPERS에서 추가. 노트가 모두 스크래치로 할당되며, 동시 치기의 경우 한 쪽만 스크래치로 가고 다른 쪽은 버튼에 할당된다. AUTO-SCRATCH 옵션과 같이 걸 수는 없으며, 더블 플레이시에는 건반이 턴테이블과 가까운 쪽으로 자동 보정된다.

### 삭제된 옵션
기능이 겹치거나 사용율이 극히 저조하여 삭제된 옵션들이다.
- HIDDEN : 화면의 중간쯤에서 노트가 사라져 안보이게 된다. HIDDEN+와의 역할이 겹치게 되며 삭제되었다.
- SUDDEN : 3rd Style에서 추가. 화면의 중간쯤에서 노트가 표시되게 된다. 위의 HIDDEN과 함께 걸 수 있는데, 이 경우 화면 중간에서 잠깐 노트가 나타났다 다시 사라지게 된다. SUDDEN+와의 역할이 겹치게 되며 삭제되었다.
- 5KEYS : 7th Style에서 추가. 6th Style 이전까지는 별도의 플레이 모드였다. 7개의 건반 중 2개(1P측의 경우 6번과 7번 키)가 자동으로 플레이되어 5개의 건반과 턴테이블로 플레이할 수 있게 된다. 자동으로 플레이되는 부분은 리절트 화면의 성적 평가에서 제외된다. DJ TROOPERS에서는 2P편에서 5KEYS로 플레이할 때 1번과 2번 키가 자동으로 플레이되도록 바뀌었다. 26 Rootage에서 삭제되었다.
- WINDOW HOLD : DistorteD에서 추가. 플레이 중에 스타트 버튼을 계속 누른 것과 같은 효과를 내는 옵션. 모드 선택 화면에서 스타트 버튼을 누른 채 1번, 2번, 3번, 4번, 5번 순서로 버튼을 누른다.

## 발매된 버전

### 아케이드용
- beatmania IIDX 1st Style (1999년 2월 26일) : 게임의 첫 작품으로, 신곡 22곡과 비트매니아 시리즈의 곡 10곡으로 모두 32곡이 수록되었다. 비트매니아 시리즈에서 이식된 곡은 7KEYS 채보가 없으며, 7KEYS로 플레이해도 5건반 채보가 나온다.
- beatmania IIDX substream (1999년 7월 27일) : 댄스 댄스 레볼루션과의 연동 시스템인 club version의 강화를 위해 발매된 마이너 업그레이드 버전으로 신곡 11곡이 추가되어 43곡이 수록되었다. EXPERT에 어나더 코스가 추가되었다.
- beatmania IIDX 2nd Style (1999년 9월 30일) : 신곡 28곡이 추가되어 71곡이 수록되었다. 표기 난이도가 5에서 7로 늘어났으며 HI-SPEED가 최초로 도입되었다. 대한민국에서도 발매되었지만, 인기가 없었다.
- beatmania IIDX 3rd Style (2000년 2월 25일) : 비트매니아 시리즈에서 이식된 곡이 모두 삭제되어 전작의 곡 중 40곡이 남고 32곡이 추가되어 72곡이 수록되었다. 4KEYS 모드가 삭제되고 그 대신 LIGHT7 모드가 추가되었다. 더블 플레이의 인터넷 랭킹이 처음으로 시행되었다.
- beatmania IIDX 4th Style (2000년 9월 28일) : 전작의 곡 중 60곡이 남고 44곡이 추가되어 104곡이 수록되었다. 인기곡 랭킹 코스와 EASY 게이지가 최초로 추가되었다. 악곡 공모 이벤트에서 당선된 2곡(starmine, Clione)이 수록되었다.
- beatmania IIDX 5th Style (2001년 3월 27일) : 전작의 곡 중 80곡이 남고 35곡이 추가되어 115곡이 수록되었다. 보통의 7 난이도보다 더 높은 난이도인 반짝이는 7(통칭 7禁, 7+)이 추가되었다.
- beatmania IIDX 6th Style (2001년 9월 28일) : 전작의 곡 중 93곡이 남고 40곡이 추가되어 133곡이 수록되었다. BGA 데이터의 매체가 CD에서 DVD로 변경되었다. HARD 게이지가 최초로 추가되었다.
- beatmania IIDX 7th Style (2002년 3월 27일) : 전작의 곡 중 103곡이 남고 43곡이 추가되어 149곡이 수록되었다. 5KEYS 모드가 게임 옵션으로 변경되었다. 플레이어의 실력을 평가받는 모드인 단위인정 모드가 추가되었으며 전작까지는 별도의 모드로 분리되어 있었던 인기곡 랭킹 모드가 EXPERT로 통합되었다.
- beatmania IIDX 8th Style (2002년 9월 27일) : 전작의 곡 중 121곡이 남고 50곡이 추가되어 171곡이 수록되었다.
- beatmania IIDX 9th Style (2003년 6월 25일) : 259곡이 수록되었다. 기체의 기판이 윈도우 XP 기반으로 바뀌어, 각종 사운드, 그래픽 데이터가 DVD가 아닌 하드디스크에 수록되게 되었다. 또한 카드 시스템인 e-AMUSEMENT가 도입되었으며 BEGINNER 모드가 추가되었다. 이때부터 시리즈에 해당하는 통상 엑스트라/원 모어 엑스트라 스테이지 시스템이 생겼다.
- beatmania IIDX 10th Style (2004년 2월 18일) : 299곡이 수록되었다.
- beatmania IIDX 11 IIDX RED (2004년 10월 28일) : 337곡이 수록되었다. 제목은 IIDX Revolutionary Energetic Diversification의 약자.
- beatmania IIDX 12 HAPPY SKY (2005년 7월 13일) : 전작의 곡 중 317곡이 남고 52곡이 추가되어 369곡이 수록되었다. 기존의 LIGHT7, 7KEYS 모드가 STANDARD로 통합되었으며 난이도 체계도 기존의 8단계에서 12단계로 확장되었다. HIDDEN+, SUDDEN+, S-RANDOM 옵션이 추가되었다.
- beatmania IIDX 13 DistorteD (2006년 3월 15일) : 전작의 곡 중 358곡이 남고 56곡이 추가되어 414곡이 수록되었다. HI-SPEED 4.5, 5 신설. 곡 플레이중 스타트 버튼을 누르고 있으면 속도와 HIDDEN+와 SUDDEN+의 길이를 조정하는 기능이 추가되었다. CARDINAL GATE라는 독특한 엑스트라 스테이지 시스템을 도입하였다.
- beatmania IIDX 14 GOLD (2007년 2월 21일) : PC 기판을 신기판으로 바뀌었고, (PC 업그레이드) 전작의 곡 중 400곡이 남고 55곡이 추가되어 455곡이 수록되었다.
- beatmania IIDX 15 DJ TROOPERS (2007년 12월 19일) : 전작의 곡 중 441곡이 남고 60곡이 추가되어 501곡이 수록되었다.
- beatmania IIDX 16 EMPRESS (2008년 11월 19일)
- beatmania IIDX 17 SIRIUS (2009년 10월 21일) : 차지노트(롱노트) 시스템이 추가되었다.
- beatmania IIDX 18 Resort Anthem (2010년 9월 16일) : DD부터 SIR까지 존재하였던 엑스트라 룸이 삭제되었다. PASELI 시스템을 통한 PREMIUM FREE 시스템이 도입되어 일정 시간동안 무제한 플레이가 가능해졌다.
- beatmania IIDX 19 Lincle (2011년 9월 15일) : Lincle Link를 이용해 유비트 코피어스와 일부 연동 시스템을 채용했다. 큐벨리아 어나더 보면을 FC하면 유비트 코피어스에서 원더 워커가 해금된다.
- beatmania IIDX 20 Tricoro (2012년 9월 25일) : 대한민국에서는 2013년 6월 20일 정식 발매될 예정이었지만 사정으로 인해 24일로 연기되어 발매되었다. 신기판(PC 업그레이드)이 바뀌었고, 이때부터 통상 엑스트라/원 모어 엑스트라 스테이지 시스템이 폐지되었다. 대신 특정 조건을 달성하면 나오는 엑스트라 스테이지 전용곡들이 나왔다. 이 시리즈를 마지막으로 전 시리즈의 이벤트 및 해금곡들이 자동 인계되었다.
- beatmania IIDX 21 SPADA (2013년 11월 13일) : 2013년 6월 17일 AM 0:55을 기준으로 일본에서 로케이션 테스트 종료. 11월 13일에 일본과 대한민국에 동시 발매되었다. 키패드 기능이 향상되었다. 뮤직셀렉 화면에서 1번키는 난이도 설정 키패드 2번키는 카데고리 정렬 3번키는 싱글 / 더블을 변경 (프리미엄 프리/ 프리 / 스탠다드 / 하자드에서만 가능.) 그리고 CS에서만 있었던 My Favorite가 추가되었다. 리절트창에서 VEFX를 누르면 된다. 엑스트라 스테이지에 나오는 레전더리아 노래들중 몇곡이 CS에서는 黑어나더 즉, 레전더리아 패턴이 나왔다. (노래 제목 뒤에 †LEGENDRIA 가 붙는다.) 후반쯤 eAMUSEMENT 앱이 생겨 성과를 내보네는 기능이 생겼다. 리절트 창에서 키패드 1번을 누르면 된다.
- beatmania IIDX 22 PENDUAL (2014년 9월 17일) : 2014년 6월에 BEMANI 생방송(가)를 통해 공개되었다, 2014년 9월 10일 BEMANI 생방송(가)를 통해 9월 17일에 일본와 대한민국에 발매 동시 가동되었다. 스코어가 저장이 안되는 익스펜더 저지기능이 추가되고 정배치에서 일정한 간격으로 오른쪽으로 움직이는 R-RANDOM이 추가되었다. PENDUAL의 현재 / 미래 테마가 날짜별로 테마가 변화 된다. 2015년 2월 24일 투덱에 한국어화 적용이 되었다.
- beatmania IIDX 23 copula (2015년 11월 11일) : HELL CHARGE 노트가 추가되고 단위인정에 중전 난이도가 추가되었다. 또한 단위인정에서 미래 모드 한정으로 MIRROR 옵션이 적용 가능하게 되었다.
- beatmania IIDX 24 SINOBUZ (2016년 10월 26일) : 요일 보너스가 도입되어 각각의 요일마다 플레이 특전이 바뀌는 시스템을 탑재했다. 이 외에도 FULL COMBO 레이트 표시, 이펙터 고정, 그래프 에리어 커스터마이즈 등의 세세한 기능들이 추가되었다.
- beatmania IIDX 25 CANNON BALLERS (2017년 12월 21일) : 기체가 업그레이드 되며 카메라가 2대 달리게 되며 플레이어 화면과 키보드 화면을 기체에 출력할 수 있게 되었다. 또한 ARENA 모드라는 신규 모드가 추가되어 온라인 대전과 로컬 대전이 가능해졌다.
- beatmania IIDX 26 Rootage (2018년 11월 7일) : 기체의 카메라를 이용해 QR코드를 읽을 수 있게 되었다. 플레이 시작 전 "여기부터 시작"표시로 어느 위치에서 노트가 처음 내려오는지 볼 수 있게 되는 모드가 추가되었다. 또한 ARENA 모드가 개편되며 CPU끼리만 매칭되었을 때 TIME FREE 모드로 진입할 지 물어보게 되었다. 가동 후반에 22 PENDUAL 이후로 끊겼던 한국어화가 되었는데, 차기작에서도 이어지게 되었다.
- beatmania IIDX 27 HEROIC VERSE (2019년 10월 16일) : 난이도 체계가 개편되며, 기존에 분리되어 있던 BEGINNER 채보와 ANOTHER 채보만 따로 분리해서 만든 LEGENDARIA 채보가 공식 난이도로 편입했다. 또한 CHOOSE YOUR LANGUAGE 모드가 정식 추가되어 로그인할 때 일본어, 영어, 한국어를 선택할 수 있게 되었다. LIGHTNING MODEL이라는 신규 기체가 발매되며 신규 기체 선행수록곡이 생겼다.
- beatmania IIDX 28 BISTROVER (2020년 10월 28일) : 19 Lincle부터 플레이 화면에만 출력되던 20만점 스코어 시스템이 완전히 폐지되었다.
- beatmania IIDX 29 CastHour (2021년 10월 13일) : 새로운 노트인 멀티 스핀 스크래치가 추가되었고, 플레이 도중에 판정 조절을 할 수 있는 자동 판정 조절 시스템이 추가되었다. 일본판 한정으로 랜덤 옵션을 미리 뽑아 설정할 수 있는 랜덤 레인 가챠가 추가되었다. 또한 기존에 삭제되었던 히트 차트 기능이 프리미엄 에리어에 부활하였다.
- beatmania IIDX 30 RESIDENT (2022년 10월 19일) : 해상도가 Full HD 대응이 되어 기존의 리소스가 대거 교체되었고, PASELI 미대응 기체에서도 PREMIUM FREE 기능을 이용할 수 있게 되었다. 또한 스크래치의 FAST/SLOW를 따로 표시할 수 있게 되었다.
- beatmania IIDX 31 EPOLIS (2008년 10월 18일) : 악곡 필터 기능이 생겨 곡을 찾기 쉬워졌으며, 옵션 창의 UI가 리뉴얼되었다. 또한 트란 메달이 완전히 폐지되어 훈장 시스템으로 대체되었으며, 단위인정 취득에 따른 선곡 난이도 제한이 변경되었다. 해당 작품부터 기판 업그레이드를 하지 않은 IIDX 디럭스 기체의 업데이트를 지원하지 않는다.
- beatmania IIDX 32 Pinky Crush (2024년 10월 9일) :마이 액티비티 기능 추가로 당일 및 주간의 플레이 상황을 프리미엄 에리어로 확인 가능하게 되었고, ULTIMATE MOBILE 연동을 통해 성과 사진을 내보내는 기능이 추가되었다. 또 EXTRA STAGE 소환 조건이 더욱 간소화되어 FINAL STAGE에서 레벨 6 이상의 악곡을 ASSIST CLEAR 이상으로 클리어하면 진입할 수 있도록 변경되었다. 무비 섬네일 기능이 추가되어 전용 BGA가 할당되어 있는 곡의 영상 섬네일을 악곡 셀렉트 화면에서 확인할 수 있게 되었다.

### 플레이스테이션 2용
- beatmania IIDX 3rd style (2000년 11월 2일)
- beatmania IIDX 4th style -new songs collection- (2001년 3월 29일)
- beatmania IIDX 5th style -new songs collection- (2001년 8월 30일)
- beatmania IIDX 6th style -new songs collection- (2002년 7월 18일)
- beatmania IIDX 7th style (2004년 5월 13일)
- beatmania IIDX 8th style (2004년 11월 18일)
- beatmania IIDX 9th style (2005년 3월 24일)
- beatmania IIDX 10th style (2005년 11월 17일)
- beatmania IIDX 11 IIDX RED (2006년 5월 18일)
- beatmania IIDX 12 HAPPY SKY (2006년 12월 14일)
- beatmania IIDX 13 DistorteD (2007년 8월 30일)
- beatmania IIDX 14 GOLD (2008년 5월 29일)
- beatmania IIDX 15 DJ TROOPERS (2008년 12월 18일)
- beatmania IIDX 16 EMPRESS (2009년 10월 15일) 국내에 정식발매된 유일한 PS2용 비트매니아 IIDX, KONAMI 공식 마지막 PS2용 비트매니아

### PC용
- beatmania IIDX INFINITAS (2015년 12월 1일) : 21 SPADA 기반으로 제작되었으며, 2015년 9월 2일에 알파 테스트와 함께 공개되었다. 리뉴얼판이 제작되며 구버전은 2021년 2월 28일에 서비스 종료하였다.
- beatmania IIDX INFINITAS (리뉴얼) (2020년 8월 5일) : 27 HEROIC VERSE의 소프트웨어를 기반으로 리뉴얼하여 출시되었다. 리뉴얼판은 2022년 6월 2일 한국에 정식 발매되어 서비스되고 있다.
- beatmania IIDX INFINITAS (2차 리뉴얼) (2024년 3월 13일) : 31 EPOLIS 기반으로 업데이트되어, 드디어 FHD 해상도를 지원하기 시작했다. 한국판도 동일자에 업데이트가 진행되었다.

### 모바일용
- beatmania IIDX ULTIMATE MOBILE (2019년 12월 9일) 2019년 12월 4일에 상세정보 공개와 함께 사전예약을 시작했다.

## 점수 체계
beatmania IIDX의 점수 체계는 beatmania IIDX 18 Resort Anthem까지 주력으로 사용되던 20만점 체계와, 19 Lincle부터 주력으로 사용되는 EX 스코어 체계가 있다.

### 200,000점 만점 체계 (1st Style ~ 27 HEROIC VERSE)
STANDARD 모드에서 사용되는 점수 체계. 노트를 굿이나 그레잇 혹은 저스트 그레잇으로 처리하면 다음의 공식에 따라 점수가 부여된다:
N = 곡의 총 노트 수
B = 100000 / N
C = 현재 콤보(지금 처리하는 노트까지 포함)
V = 50000 / (10 * N - 55)
S = 노트를 처리함으로써 올라가는 점수
콤보가 10 이하일 경우,
GOOD: S = 0.2 * B + (C - 1) * V
GREAT: S = 1.0 * B + (C - 1) * V
JUST GREAT: S = 1.5 * B + (C - 1) * V
콤보가 11 이상일 경우,
GOOD: S = 0.2 * B + 10 * V
GREAT: S = 1.0 * B + 10 * V
JUST GREAT: S = 1.5 * B + 10 * V
보너스 점수
- 보더 보너스(하드게이지 옵션을 걸지 않은 그루브 게이지 상태에서 정확히 80% 게이지로 클리어한 경우): 5,730점
- 올그레잇 보너스(굿이 없이 처음부터 끝까지 콤보를 이은 경우): 3,110점
- 퍼펙트 보너스(모든 노트를 저스트 그레잇으로 처리해 20만점을 받은 경우): 4,620점
- 올그레잇과 보더를 동시에 달성한 경우: 11,900점
- 20만점과 보더를 동시에 달성한 경우: 19,990점

게임 도중의 점수는 부동소수점 형태로 저장되지만 정수로 표시된다. 이로 인해 최종 점수에 반올림 오류(rounding error)가 발생해, 받아야 할 점수보다 1점 적은 점수를 받는 경우도 있다. 이 과정에 대한 구체적인 알고리즘은 알려져 있지 않다.
소프트웨어 버그로 인해, 7th CS 버전은 3,110점 보너스를 받아야 할 상황에 4,620점 보너스를 부여한다.
19 Lincle부터 EX 스코어를 주력으로 사용하면서 토탈 스코어 랭킹과 보너스 점수가 폐지되어 게임 플레이 중에만 표시되었고, 28 BISTROVER부터 완전히 삭제되었다.

### EX 스코어 (1st Style ~ )
JUST GREAT를 2점으로, GREAT를 1점으로, 그 이하의 판정을 0점으로 처리하는 점수 체계. 보통 점수를 경쟁할 때는 EX스코어를 따지는 경우가 많고, 결과 화면에서의 스코어 랭크도 EX스코어를 기준으로 평가된다. 1st Style부터 18 Resort Anthem까지는 주로 EXPERT에서 사용되는 스코어였으나(단 일반 모드에서도 DJ LEVEL 산출 시에는 EX 스코어 기준으로 반영되었다.) 19 Lincle부터 사실상 beatmania IIDX의 정규 스코어로 취급받았고, 28 BISTROVER부터 명칭이 SCORE로 바뀌며 완전히 기존 20만점제 스코어를 대체하였다.
DJ LEVEL
- AAA : 만점의 8/9 이상
- AA : 만점의 7/9 이상
- A : 만점의 6/9 이상
- B : 만점의 5/9 이상
- C : 만점의 4/9 이상
- D : 만점의 3/9 이상
- E : 만점의 2/9 이상
- F : 만점의 2/9 미만